# 塞尔赛
塞尔赛（法語：Cersay，法語發音：[sɛʁsɛ]）是法国德塞夫勒省的一个旧市镇，属于布雷叙尔区。2017年，塞尔赛与临近的2个市镇合并为新市镇瓦勒昂维涅，塞尔赛为新市镇行政中心。

## 地理
塞尔赛（47°2'47"N, 0°21'15"W）面积36.78 平方千米，位于法国新阿基坦大区德塞夫勒省，该省份为法国西部内陆省份，北起曼恩-卢瓦尔省，西接旺代省，南至夏朗德省和滨海夏朗德省，东临维埃纳省。
与塞尔赛接壤的市镇（或旧市镇、城区）包括：莱永河畔克莱雷、莱永河畔尼埃伊、莱永河畔帕萨旺、布耶洛雷、布耶圣保罗、热讷通、马赛、于尔科。

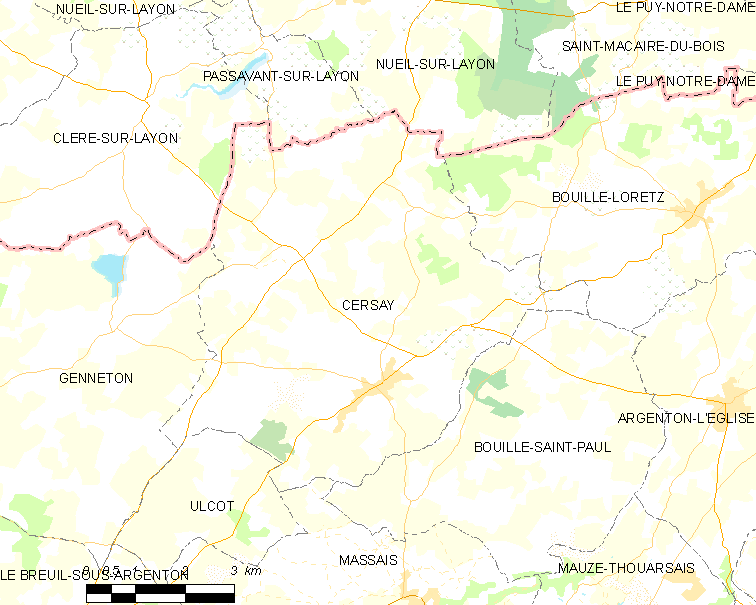
塞尔赛的OSM定位图

塞尔赛的时区为UTC+01:00、UTC+02:00（夏令时）。

## 行政
塞尔赛的邮政编码为79290，INSEE市镇编码为79063。

## 政治
塞尔赛所属的省级选区为图埃河谷县。

## 人口

1962-2008年间塞尔赛人口变化图示

塞尔赛于2018年1月1日时的人口数量为775人。